# Энтобан
Энтобан (англ. ENTOBAN) — противодиарейный фитопрепарат, составленный из экстрактов лекарственных растений, обладающих антидиарейными, антибактериальными, противопротозойными, противовоспалительными и обволакивающими свойствами в форме сиропа либо капсул.

## Состав
10 мл сиропа содержат густой экстракт коры Холархены пушистой — 25 мг, густой экстракт плодов Мирта обыкновенного — 70,5 мг, густой экстракт плодов Барбариса остистого — 10,6 мг, густой экстракт плодов Айвы бенгальской — 30,5 мг, густой экстракт плодов Дуба красильного — 15,2 мг, густой экстракт смолы Бутеи великолепной — 8,2 мг, а также вспомогательные вещества: сахар, глицерин, натрия хлорид, кислота лимонная, метилпарабен, пропилпарабен, эссенция тутти фрутти, масло мяты перечной, пропиленгликоль, вода очищенная.
В 1 капсуле содержится: 131 мг коры Холархены пушистой, 131 мг плодов Мирта обыкновенного, 32 мг плодов Барбариса остистого, 32 мг плодов Айвы бенгальской, 32 мг плодов Дуба красильного, 2 мг смолы Бутеи великолепной, а также вспомогательные вещества: 100 мг талька. Оболочка капсулы состоит из желатина, воды (очищенной), лаурилсульфата натрия, метилпарабена, пропилпарабена, красителей (бриллиантовый синий, жёлтый (хинолин) и цвета заката солнца) и диоксида титана.

## Описание препарата
Коричневая сиропообразная жидкость, с характерным запахом и сладким вкусом.
Действие препарата Энтобан обуславливается совокупностью действий его компонентов. В связи с этим, проведение кинетических наблюдений невозможно. Компоненты не могут быть прослежены с помощью маркеров или биоисследований, из-за чего не представляется возможным обнаружить и метаболиты препарата. Будучи комбинированным фитопрепаратом, Энтобан оказывает противодиарейное, антибактериальное и противопротозойное действие.
- Холархена пушистая. Содержит алкалоиды стероидного типа ряда конессина. Обладает противомикробной и противоамебной активностью.
- Мирт обыкновенный. Содержит миртовое масло, дубильные вещества, горечи. Оказывает бактерицидное (особенно в отношении стафилококков и стрептококков), противовирусное, фунгицидное, противопротозойное и противовоспалительное действие. Стимулирует процессы регенерации. Горечи — повышают секрецию пищеварительных желез, улучшают пищеварение.
- Барбарис остистый. Содержит алкалоиды (берберин, бербамин), сахара, дубильные вещества, пектин, витамины (С, К), органические кислоты (яблочная, винная, лимонная и др.), микроэлементы (Р, К, Са, Mg, Fe). Обладает противовоспалительным, антидиарейным, вяжущим и антисептическим действиями. Алкалоид берберин обладает выраженной антибактериальной активностью.
- Айва бенгальская. Содержит гликозид мармелозин, азулены, дубильные и пектиновые вещества, кумарины, эфирное масло, камеди, слизи, витамин В2. Обладает вяжущими, антидиарейными, противовоспалительными и антисептическими свойствами. Оказывает гипогликемическое действие, способствует перевариванию пищи.
- Дуб красильный. Содержит галлотанин, дубильные вещества. Обладает вяжущим, противовоспалительным и противомикробным действием.
- Бутея великолепная. Содержит гликозиды, глицин, бутин. Обладает вяжущими и глистогонными свойствами.

|                             |           |       |              |                     |
| Цветок мирта обыкновенного. | Барбарис. | Айва. | Листья дуба. | Бутея односеменная. |

Содержащийся в препарате коннесин обладает антисептическим и противопротозойным эффектом — уменьшение длительности и силы воздействия патогенных агентов на желудочно-кишечный тракт. Благодаря наличию камедей, слизей, таннинов — препарат защищает энтероциты от воздействия энтеротоксинов, уменьшает токсикоз. Благодаря вяжущему действию происходит утолщение базальной мембраны кишечника, что способствует уменьшению токсикоза, снижению гиперсекреции воды в просвет кишечника. Как следствие — уменьшение потерь жидкости и электролитов, уменьшение темпа дегидратации, улучшение микроциркуляции. Положительные эффекты Энтобана способствуют более благоприятному течению ОКИ.

## Применение препарата
Показаниями к назначению и приёму Энтобана являются такие нозологии, как диарея, дизентерия (в том числе острая амёбная и бактериальная), кишечный амебиаз, острый гастроэнтерит и пищевая токсикоинфекция. Энтобан можно применять в качестве составной части комплексной терапии. Препарат принимают независимо от приема пищи. В настоящее время не описано случаев передозировки препарата.
| возрастная категория | Сироп                             | Сироп                             | Капсулы                                                         |
| Дети                 | от 6 месяцев до 3 лет             | по ½ чайной ложки каждые 4 часа   | —                                                               |
| Дети                 | от 3 до 8 лет                     | по 1 чайной ложке каждые 4 часа   | —                                                               |
| Дети                 | от 8 до 18 лет                    | по 2 чайной ложке каждые 4 часа   | —                                                               |
| Взрослые             | по 3-4 чайные ложки каждые 4 часа | по 3-4 чайные ложки каждые 4 часа | Первичная доза — по 2 капсулы, далее по 1 капсуле каждые 4 часа |

Побочным действием на приём Энтобана принято считать аллергическую реакцию на различные компоненты препарата. Таким образом, Энтобан противопоказан при повышенной индивидуальной чувствительности к компонентам препарата, беременности и во время периода лактации. Больным сахарным диабетом, экссудативным диатезом и находящимся на гипокалорийной диете необходимо учитывать, что сироп содержит сахарозу. Впрочем, нежелательных лекарственных взаимодействий Энтобана с другими препаратами и лекарственными средствами не наблюдалось.

## Клинические исследования

### Определение эффективности и безопасности
Клинические исследования в целях определения эффективности и безопасности Энтобана были проведены в 2003 году в кишечном отделении Детской инфекционная больница № 4 города Ташкент. В исследовании участвовало 20 детей, в возрасте от 1 месяца до 4 лет, которым были поставлены следующие диагнозы: острая диарея, дизентерия, сальмонеллёз, эшерихиоз. Длительность терапии была обозначена в промежутке от 2 до 5 дней. Согласно установленному в ходе испытаний режиму дозирования, Энтобан в сиропе принимался по 1 чайной ложке каждые 4 часа, в то время как первичная доза Энтобана в капсулах составила 2 капсулы, а потом (при повторном применении) — 1 капсула каждые 4 часа.
| период времени | Характер стула                                | Частота стула             | Копрология                                                                          |
| 2 суток        | Частичная нормализация стула у 12 участников. | Уменьшение частоты стула. | Уменьшение слизи и лейкоцитов в кале, исчезновение эритроцитов в кале у 12 больных. |
| 4 суток        | Полная нормализация стула.                    |                           | Исчезновение признаков воспаления слизистой кишечника.                              |

### «Изучение эффективности Энтобана в лечении больных детей и подростков с секреторными диареями»
Результаты исследования проведенного на базе кафедры инфекционных болезней и эпидемиологии Луганского медуниверситета и Луганской областной детской инфекционной больницы.
В исследовании принимали участие 80 детей и подростков в возрасте от 4 до 18 лет. Диагнозы — эшерихиоз, сальмонеллёз, ротавирусные энтериты, пищевые токсикоинфекции вызванные условно-патогенными микроорганизмами.
В основной группе отмечалось более быстрое исчезновение симптомов ОКИ. В частности: сокращение длительности диареи, токсикоза. Укорочение постинфекционной астении.
Количество остаточных явлений после ОКИ в основной группе встречалось в 1,6 раза реже, чем в контрольной.
| Характер и частота стула                                                       | Основная группа (n=43), абс.ч/% | Контрольная группа (n=37), абс.ч/% | Разница  | Р     |
| ------------------------------------------------------------------------------ | ------------------------------- | ---------------------------------- | -------- | ----- |
| Уменьшение объёма и частоты водянистых испражнений на второй день лечения      | 22 (51,1 %)                     | 14 (38 %)                          | 1,3 раза | >0,1  |
| Улучшение консистенции стула (сгущённый кашицеобразный) на третий день лечения | 34 (79 %)                       | 22 (59,2 %)                        | 1,3 раза | >0,05 |
| Нормализация стула на пятый день лечения                                       | 38 (88,3 %)                     | 29 (78,3 %)                        | 1,3 раза | >0,05 |

Результаты копроцитограммы при повторном исследовании показали положительный эффект в восстановлении функции пищеварения.
Отмечалось уменьшение количества жирных кислот, исчезновение мышечных волокон, снижение количество зёрен крахмала, снижение количества перевариваемой клетчатки.
Выводы
- Применение Энтобана в комплексе лечения больных детей и подростков ОКИ с секреторными диареями положительно влияет на клиническое течение болезни.
- Отмечено уменьшение длительности диарейного синдрома и инфекционного токсикоза в среднем на 1,8 дня
- Укорочение периода постинфекционной астении на 2,8 дня в сравнении с контрольной группой.
- Снижается частота дефекации и улучшается характера стула
- Уменьшаются потери жидкости со второго дня лечения у половины больных, предупреждая обезвоживание.
- Способствует улучшению функции пищеварения, восстановлению в течение 3-5 дней показателей копроцитограммы
- Снижает частоту остаточных явлений у переболевших ОКИ
- Способствует обновлению морфологических и функциональных показателей микроциркуляции, что положительно влияет на восстановление микрогемодинамики при ОКИ